# Vuonarivier
De Vuonarivier, Zweeds: Vuonajåkk of -johka, is een rivier annex beek in Zweden en ligt in de gemeente Kiruna in de provincie Norrbottens län. Het water van de Vuonarivier begint in het meer Majaure, stroomt eerst naar een moerassig gebied rond Krokvik en stroomt daarna naar de Rautasrivier en verder door de Torne, de grootste rivier van Zweeds Lapland naar de Botnische Golf en heeft een lengte van 20 km.
Afwatering: Vuonarivier → Rautasrivier → Torne → Botnische Golf